# Lobophytum ransoni
Lobophytum ransoni is een zachte koraalsoort uit de familie Alcyoniidae. De koraalsoort komt uit het geslacht Lobophytum. Lobophytum ransoni werd in 1957 voor het eerst wetenschappelijk beschreven door Tixier-Durivault. 